# 430
- Wikisource

| Calendário gregoriano                                                        | 430 CDXXX                       |
| Ab urbe condita                                                              | 1183                            |
| Calendário arménio                                                           | -122 – -121                     |
| Calendário bahá'í                                                            | -1414 – -1413                   |
| Calendário budista                                                           | 974                             |
| Calendário chinês                                                            | 3126 – 3127                     |
| Calendário copta                                                             | 146 – 147                       |
| Calendário etíope                                                            | 422 – 423                       |
| Calendários hindus - Vikram Samvat - Calendário nacional indiano - Cáli Iuga | 485 – 486 351 – 352 3530 – 3531 |
| Calendário Holoceno                                                          | 10430                           |
| Calendário islâmico                                                          | 198 BH – 197 BH                 |
| Calendário judaico                                                           | 4190 – 4191                     |
| Calendário persa                                                             | 192 BP – 191 BP                 |
| Calendário rúnico                                                            | 680                             |
| Calendário solar tailandês                                                   | 973                             |

430 (CDXXX, na numeração romana) foi um ano comum do século V que começou numa quarta-feira, segundo o calendário juliano.  Segundo o horóscopo chinês, foi o ano do Cavalo.
| Ano completo                       |
| ---------------------------------- |
| Ano comum com início à terça-feira |

## Eventos
- Os Suevos estruturam o reino a que tinham iniciado no Noroeste da Península Ibérica, este reino perdura até 456, o período pré-agostiniano e dividido em três fases

## Mortes
- 28 de Agosto - Agostinho de Hipona, filósofo e teólogo (n. 354)
- Faramundo, considerado como sendo o primeiro rei dos francos salianos